# Sagem
Cet article concerne l’entreprise ayant existé entre 1925 et 2005. Pour celles qui lui ont succédé, voir les articles Safran Electronics & Defense (anciennement Sagem Défense Sécurité), Sagemcom, Mobiwire ou Idemia.
La Société d’applications générales d’électricité et de mécanique (SAGEM) était une entreprise française créée en 1925 et dissoute en mai 2005. Elle travaillait initialement dans la mécanique avec la fabrication d’outillage et de machines-outils. Avec l’évolution de la technologie, l'entreprise se lance dans l’électronique et ses deux produits phares, les téléscripteurs, puis les télécopieurs, et les centrales inertielles lui permettent de devenir une grande entreprise internationale dans les années 1970. Elle développe également des applications militaires et aéronautiques. En 2005, elle fusionne avec Snecma pour donner naissance au groupe Safran.

## Historique

### 1925-1935: création et essor
La société d’applications générales électriques et mécaniques est créée à Paris en 1925 par Marcel Môme, alors âgé de 26 ans. L’entreprise emploie sept personnes et possède un capital de 250 000 francs, porté l’année suivante à 500 000 francs. Elle fabrique par exemple des outillages pour Michelin (où Marcel Môme avait travaillé). Elle installe également des « colonnes montantes » permettant d’amener l’électricité dans les immeubles. Fin 1926, la Sagem compte cinquante salariés, a un capital de deux millions de francs et déménage à Argenteuil, puis construit une usine à Montluçon en 1934. La Sagem compte alors 883 salariés. Entre 1933 et 1935, la société s’agrandit et devient cotée à la Bourse de Paris, le capital est alors de 30 millions de francs français.
En 1935 la Sagem fabrique des produits tels des postes de direction de tir, des plates-formes pour télémètres ou télépointage de nuit, des traceurs de route.

### 1935-1945: à travers la Seconde Guerre mondiale
Dans les années 1930, la Sagem va étudier la fabrication de gyrocompas pour la Marine nationale française, mais ne pourra pas le fabriquer, celui-ci étant breveté par un concurrent allemand. L’entreprise passe le cap des 1 000 puis des 2 000 salariés. La société se lance dans les produits d’armement à la demande du gouvernement : canons antichar, canons, appareils orienteurs, radio émetteur-récepteurs, etc., et s’installe dans de nouvelles usines.
En 1939, la Sagem prend une participation dans la Société anonyme de télécommunications (SAT) créée en 1932 sous le nom « Société d’applications téléphoniques ».
Pendant la Seconde Guerre mondiale, une partie du personnel est transférée d’Argenteuil à Montluçon (qui était au sud de la ligne de démarcation, en zone libre). Les produits sont adaptés aux années de guerre, avec par exemple les gazogènes à bois permettant de se passer d’essence. Dans le même temps, les équipes travaillent sur des prototypes des téléscripteurs.

### 1945-1955: déclin et renouveau
À la libération, le Gouvernement provisoire de la République française commande à la Sagem du matériel d’armement. Les activités civiles se développent, comme des machines à produire des chaussures, des machines-outils, la SAT s’agrandit. La Sagem souffre cependant de la baisse des commandes militaires à la fin des années 1940 et se voit obligée de licencier une partie de son personnel, passant de 3 000 à 2 400 salariés.
Au début des années 1950, la société commence à vendre, après plusieurs années de développement, des haveuses et des téléscripteurs. Elle devient une référence dans ces domaines. Les activités militaires reprennent, avec la production de roquettes notamment. La Sagem emploie 4 200 personnes en 1955.

### 1955-1985: internationalisation
Les années 1955 à 1985 sont marquées par l’internationalisation de l’entreprise grâce aux téléscripteurs et à la navigation inertielle. Les effectifs sont de 6 700 salariés en 1968, 8 400 en 1970, 7 700 en 1972. En 1962, Marcel Môme meurt, il est remplacé par un de ses gendres : Robert Labarre.
Dans les années 1960, la Sagem introduit le téléscripteur SPE, équipé d’électronique. Il fut développé avec la collaboration du Centre national d'études des télécommunications. Il est produit à l’usine de Saint-Étienne-du-Rouvray. Les importantes commandes des administrations civiles et militaires nécessitent l’ouverture de nouvelles usines, à Fougères et à Coutances. Cette activité va toutefois stagner au début des années 1970. Vers 1974, la Sagem est au troisième rang mondial de cette spécialité, les téléscripteurs sont vendus en Europe, au Moyen-Orient, en Amérique latine… Les modèles évoluent, avec l’apparition du TX 20 en 1975 (équipé d’un microprocesseur) puis du TX 35 doté de fonctions de traitement de texte et d’un écran cathodique. En 1985, la Sagem est le premier constructeur mondial de téléscripteurs à écran.
La navigation inertielle (association de gyroscopes et d’accéléromètres pour connaître sa position) fut développée par les Allemands à la fin de la Seconde Guerre mondiale sur les missiles V2. Plus tard ce seront les Américains qui reprendront cette technologie. La Sagem, qui fabriquait déjà des gyroscopes, va entrer dans la haute technologie en concluant des accords avec des entreprises du secteur et en lançant ses propres études, à la demande du Gouvernement français. En juin 1961, la première centrale à inertie s’envole sur un Nord 2501 du Centre d'essais en vol de Brétigny-sur-Orge. L’équipement pèse alors près de 500 kg. La miniaturisation se fait alors rapidement et, en 1965, lors du lancement du premier satellite français (Astérix), la fusée Diamant est pilotée par une centrale inertielle Sagem qui ne pèse plus que 20 kg.
Les centrales inertielles de la Sagem vont équiper les missiles M20, S3 et Exocet, les sous-marins nucléaires et les blindés français ; des avions civils (dont le prototype du Concorde et l’Airbus A300) et surtout des avions militaires en équipant la plupart des avions Dassault (Super-Étendard, Mirage F1, Alpha Jet, Mirage 2000, Rafale, Breguet Atlantique 2…). Ces centrales inertielles, associées à des capteurs et calculateurs de mission permettent la réalisation de la modernisation des systèmes de nombreux avions d'armes exports (Mirage III/V, Mirage F1…). Les activités d’optronique démarrent avec par exemple des périscopes de sous-marins. Dans l’aéronautique, la Sagem construit des calculateurs de vol.
En 1986, les salariés de la Sagem constituent la COFICEM qui rachète 40 % du capital de la société. Celle-ci possède alors deux filiales : la SAT (à 38 %) et Sagem International (à 99 %).

### 1986-2000: diversification

« Le Ponant », siège de Sagem entre 1989 et 2005.

En 1987, un autre gendre de Marcel Môme, Pierre Faurre, prend la succession à la tête de l’entreprise, alors dans un état médiocre. Le nouveau PDG supprime 1 000 emplois et réoriente les activités de défense vers le guidage et l’optronique. La Sagem se lance ensuite dans le télécopieur et devient rapidement le numéro deux européen. En 1994, le groupe Sagem emploie 15 000 personnes et œuvre dans les télécommunications, la défense, l’automobile et les câbles via trois sociétés, Sagem, SAT et SILEC. Il fabrique des fax, des décodeurs, des téléviseurs, des radiotéléphones, des fibres optiques, des systèmes de visée nocturne pour avions de combat, des gyroscopes, des compteurs d'électricité, des horodateurs. Il a dégagé un bénéfice de 487 millions de francs pour un chiffre d'affaires de 13,7 milliards.
| Date | Commentaires |
| ---- | --- |
| 1986 | - Mise au point du prototype de la caméra thermique du char Leclerc. - SAT est retenu pour réaliser aux États-Unis un réseau interurbain en fibre optique fonctionnant à 560Mbits/s. |
| 1988 | - Production en série de l’autodirecteur du missile sol-air Mistral. |
| 1989 | - SAT introduit le brasseur multiplexeur BMX 264 qui équipe aujourd’hui encore de nombreux réseaux en France et à l’étranger. |
| 1990 | - Production en série des premiers télécopieurs Safax. - Dépôt du brevet µgaine permettant de réaliser des câbles à fibre optique ultra compacts. - Réalisation de la conduite de tir et du système de navigation du char Leclerc - Sagem maître d’œuvre du système d'arme dans le cadre du programme de retrofit de l’avion de combat mirage III pour l’armée de l’air Belge (MiRSIP) |
| 1991 | - Fourniture des décodeurs pour Canal+, première chaîne de télévision à péage française. |
| 1992 | - Commercialisation d’un terminal téléphonique radio portable pour réseau analogique : l’Intégral 2000. - Sagem maître d’œuvre du rétrofit de l’avion de combat mirage III pour l’armée de l’air pakistanaise. |
| 1993 | - Acquisition de la société Morpho : Sagem devient leader mondial des systèmes de reconnaissance biométrique à base d’empreintes digitales (AFIS). |
| 1995 | - Sagem crée son premier terminal portable à la norme GSM. - Premier vol du drone Crécerelle (avion sans pilote). - Sagem maître d’œuvre du rétrofit de l’avion d’entraînement C101 pour l’armée de l’air chilienne |
| 1996 | - Invention du Phonefax : Sagem lance le télécopieur grand public. - Sagem maître d’œuvre du rétrofit de l’avion de combat Mirage 5 pour l’armée de l’air pakistanaise. |
| 1997 | - Le décodeur Sagem permet à l’opérateur de télévision TPS de lancer le premier bouquet de télévision satellite en France. |
| 1999 | - Acquisition de la Société de fabrication d’instruments de mesure (Sfim). - Premier vol de l’hélicoptère de combat Tigre équipé d’un viseur et d’un pilote automatique Sfim. |
| 2000 | - Sagem réalise les kits de guidage du AASM (Armement air/sol modulaire) pour la DGA. |

### 2001-2005: fin de l’entreprise à activités multiples
En 2001, Pierre Faurre meurt. Sagem devient une société anonyme à directoire (présidé par Grégoire Olivier) et conseil de surveillance (présidé par Mario Colaiacovo). La filière automobile est revendue à Johnson Controls, l’entreprise se recentre sur deux secteurs : les télécommunications (66 % du chiffre d’affaires en 2003) et la défense (34 %). En 2003 les actionnaires sont Areva à 16,97 %, le « club Sagem » (salariés de l’entreprise) à 15,52 % et BNP Paribas à 3,95 % qui détiennent une minorité de blocage; 40 % est coté en bourse.
Fin 2004 la fusion entre le groupe public Snecma et la société Sagem est annoncée. La nouvelle entité prend le nom de « Safran » en mai 2005.

## Produits
Quelques produits Sagem :

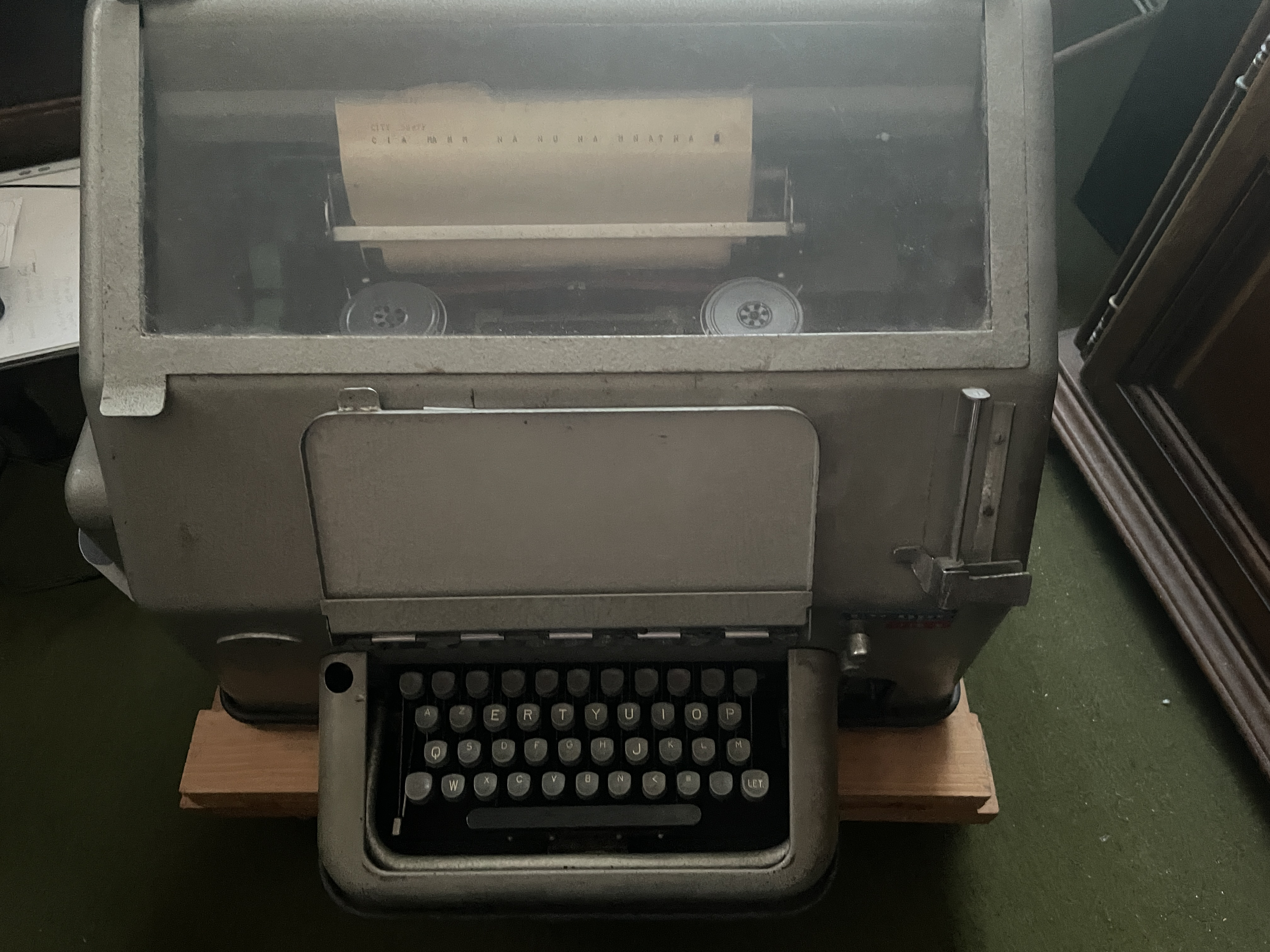
Télex électromécanique.
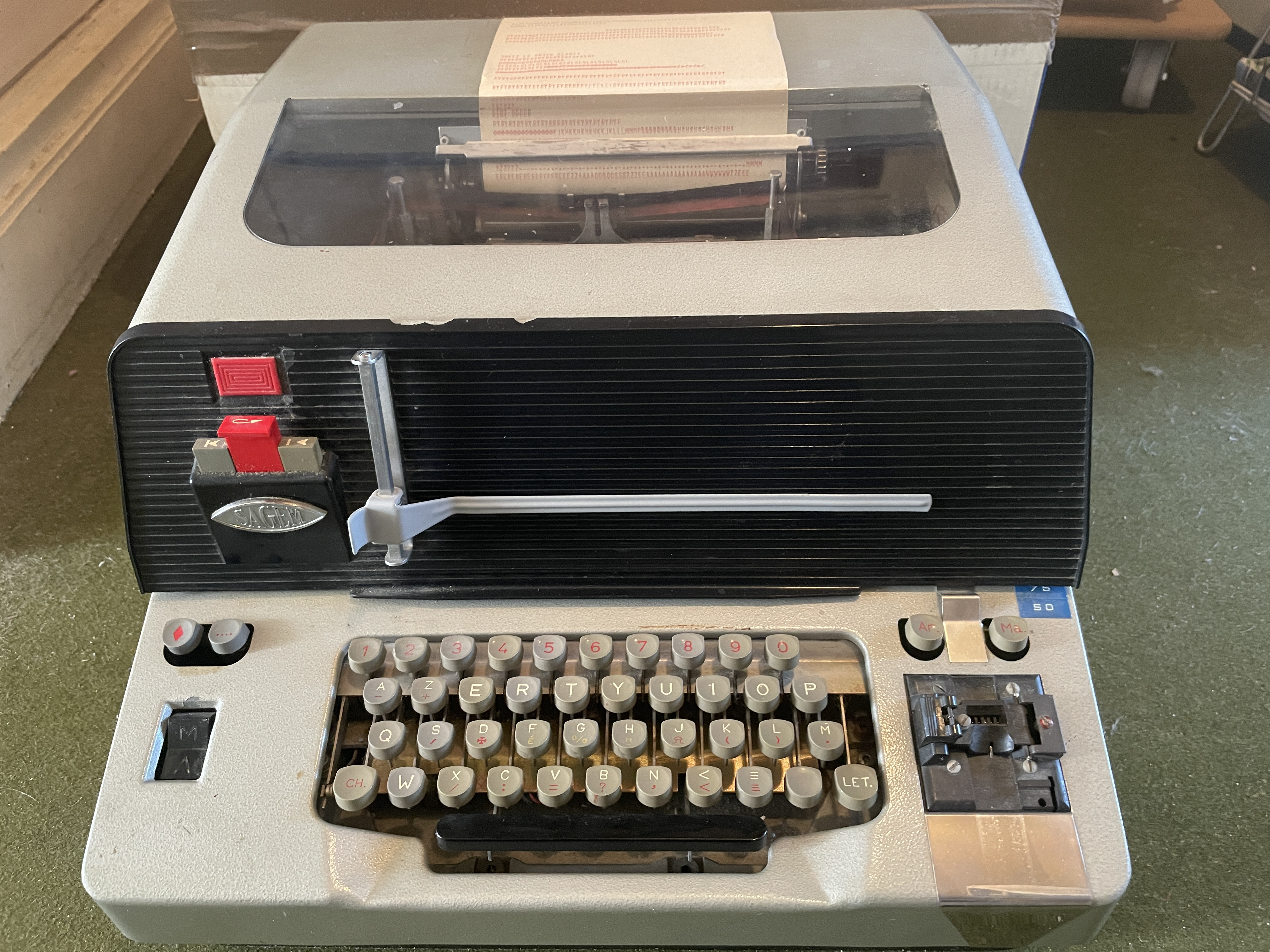
Télex SPE.
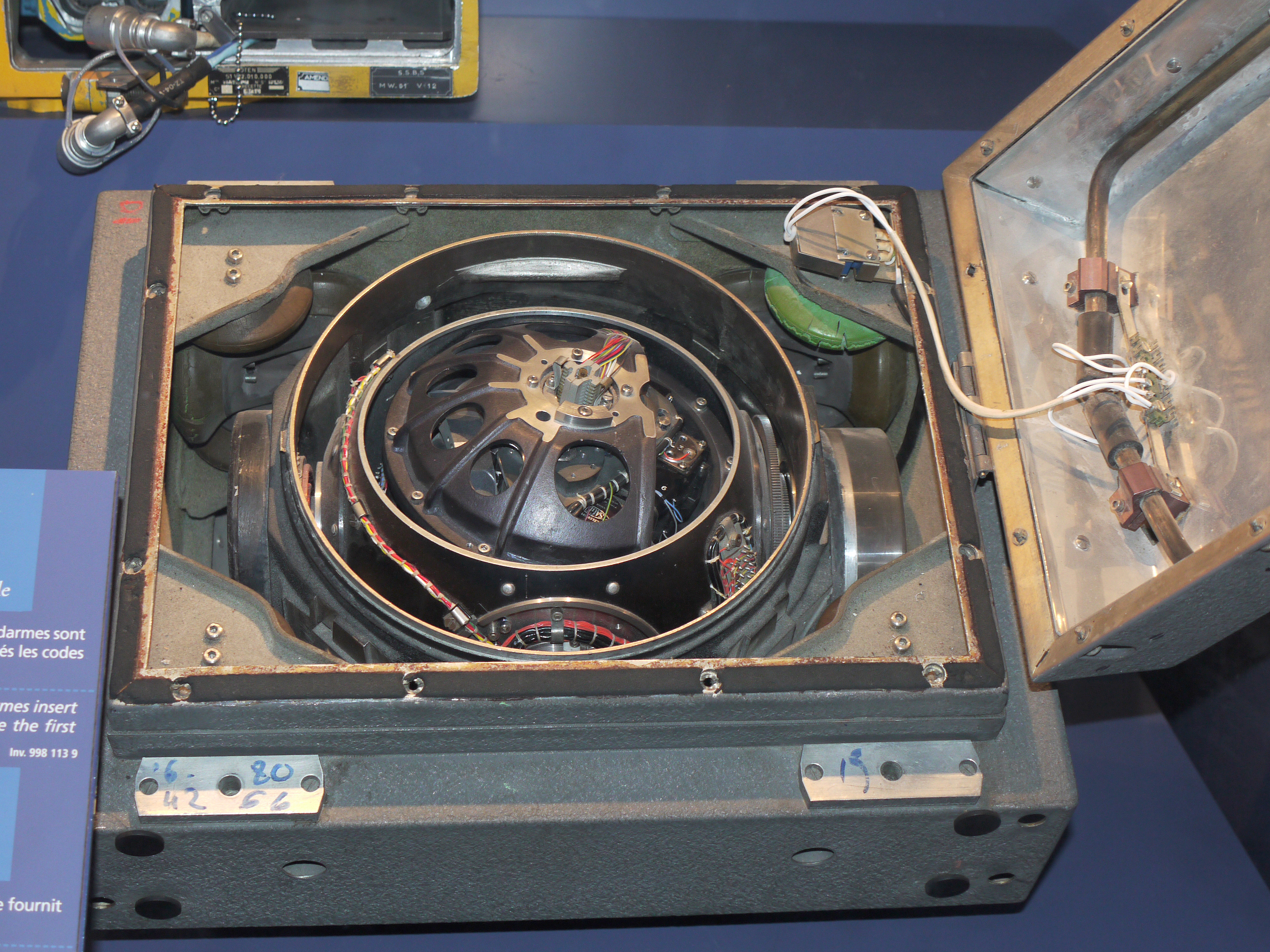
Centrale inertielle du missile S3
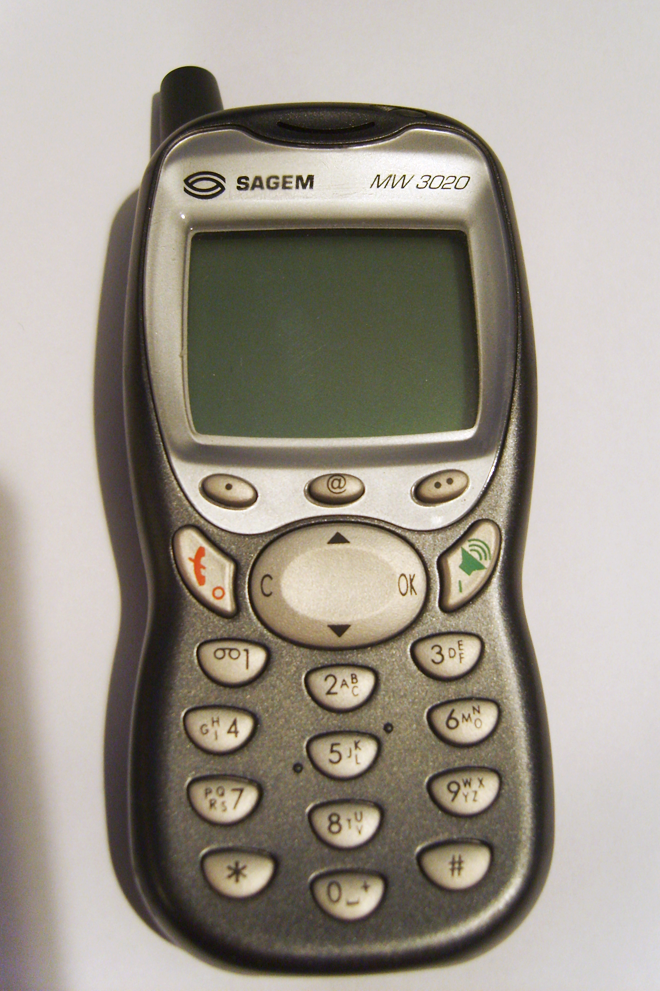
Un téléphone mobile (MW 3020).
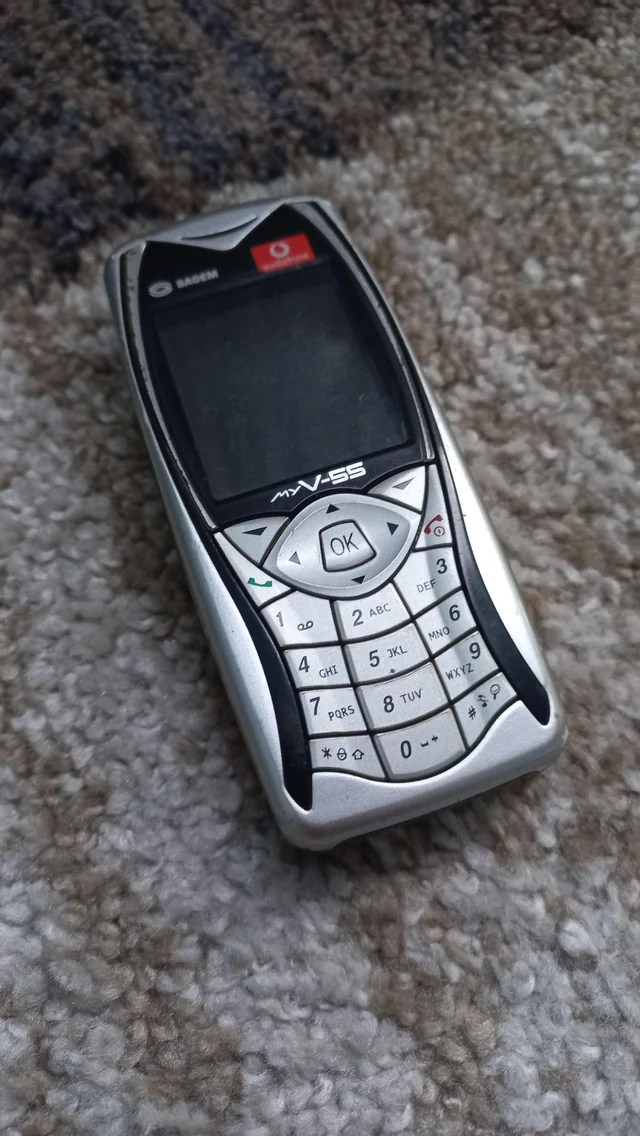
Un téléphone mobile (MY V-55).
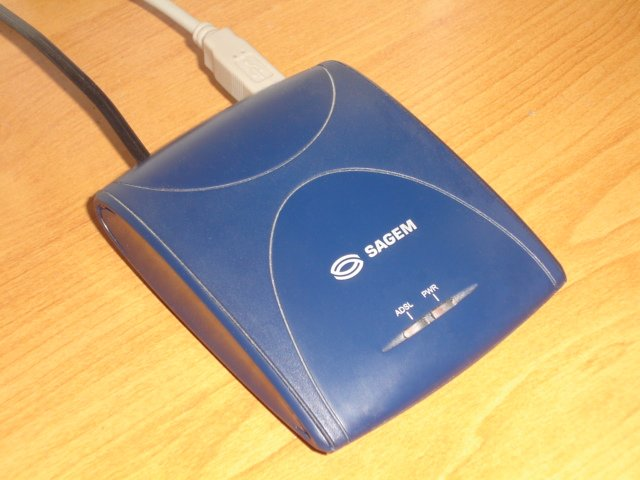
Un modem ADSL.
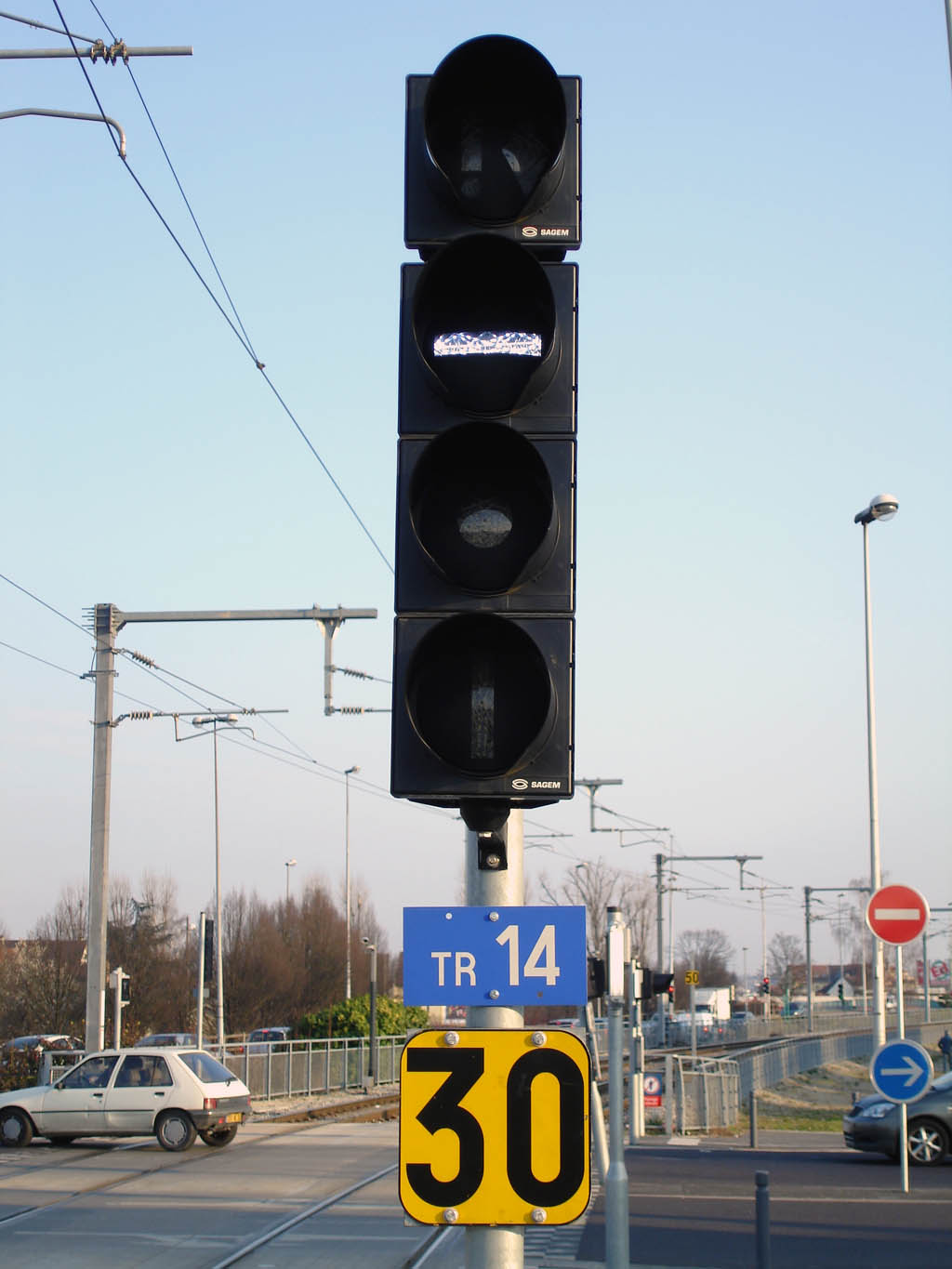
Un feu de circulation.
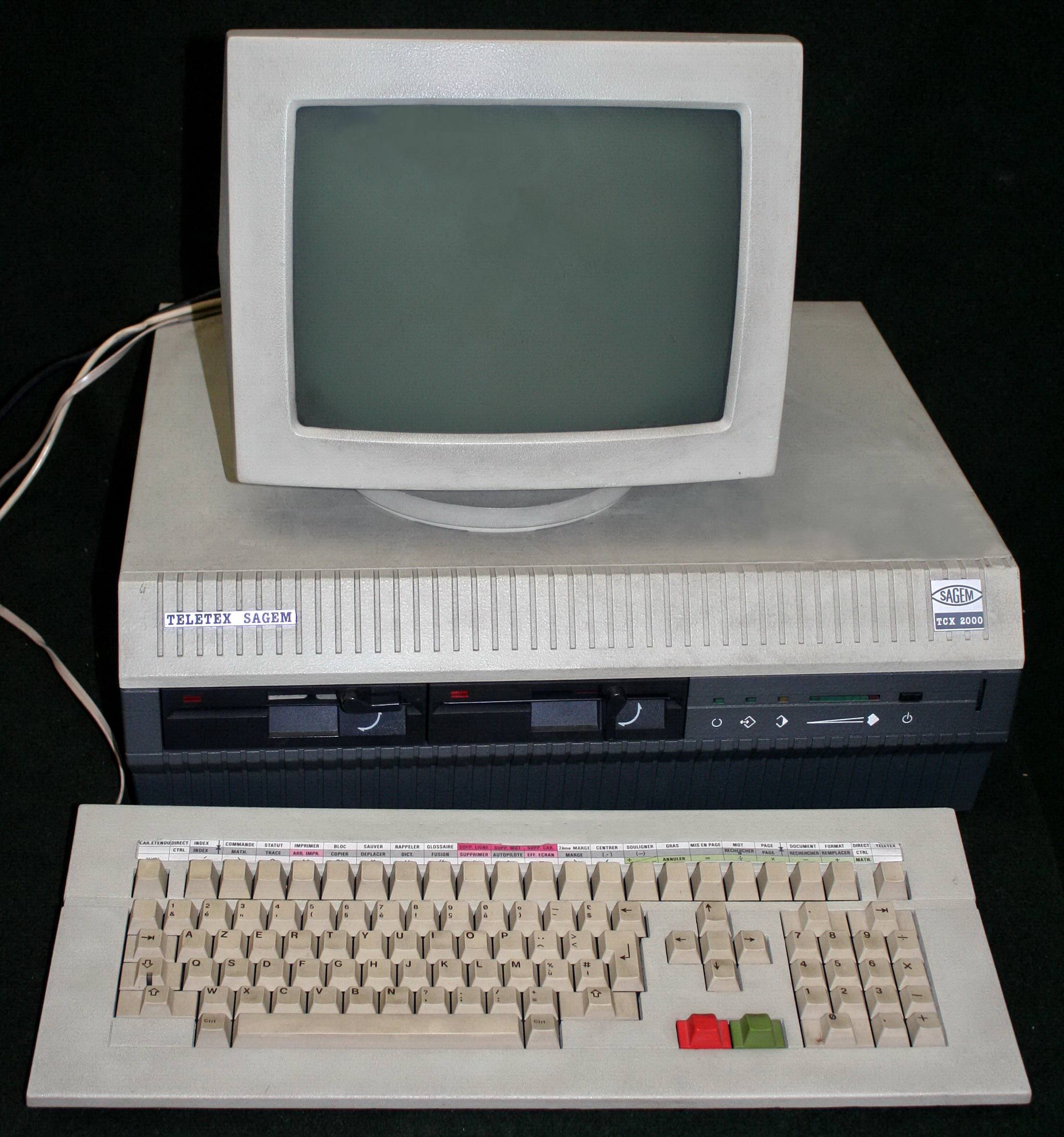
Terminal Télétex.
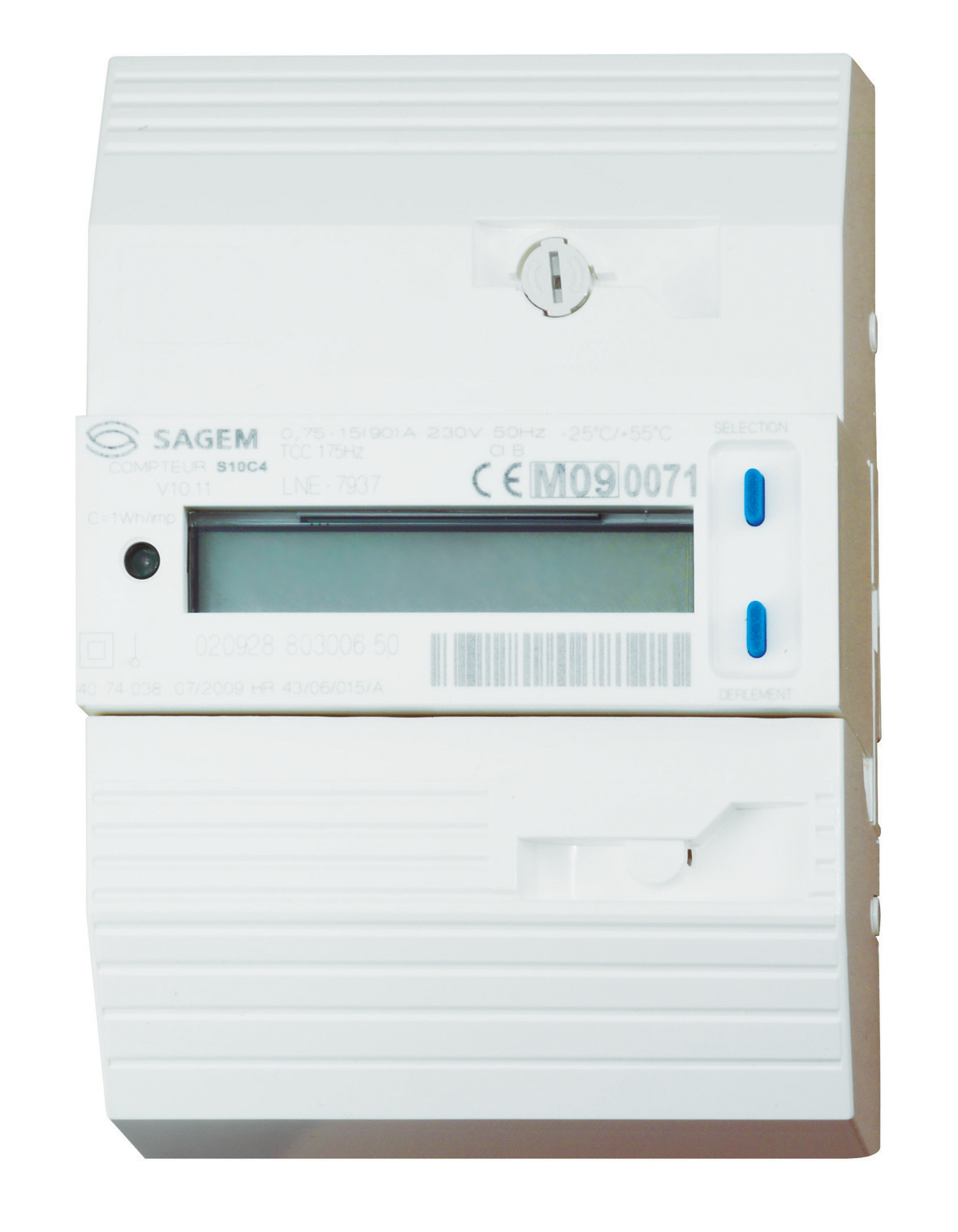
Compteur d'électricité
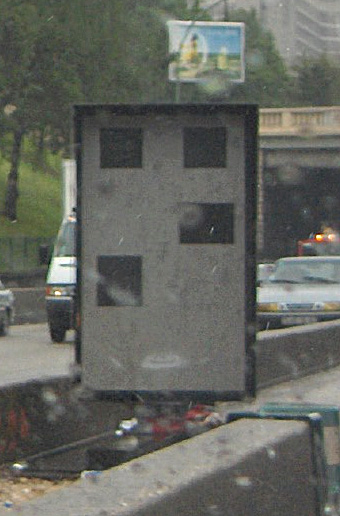
Radar de vitesse
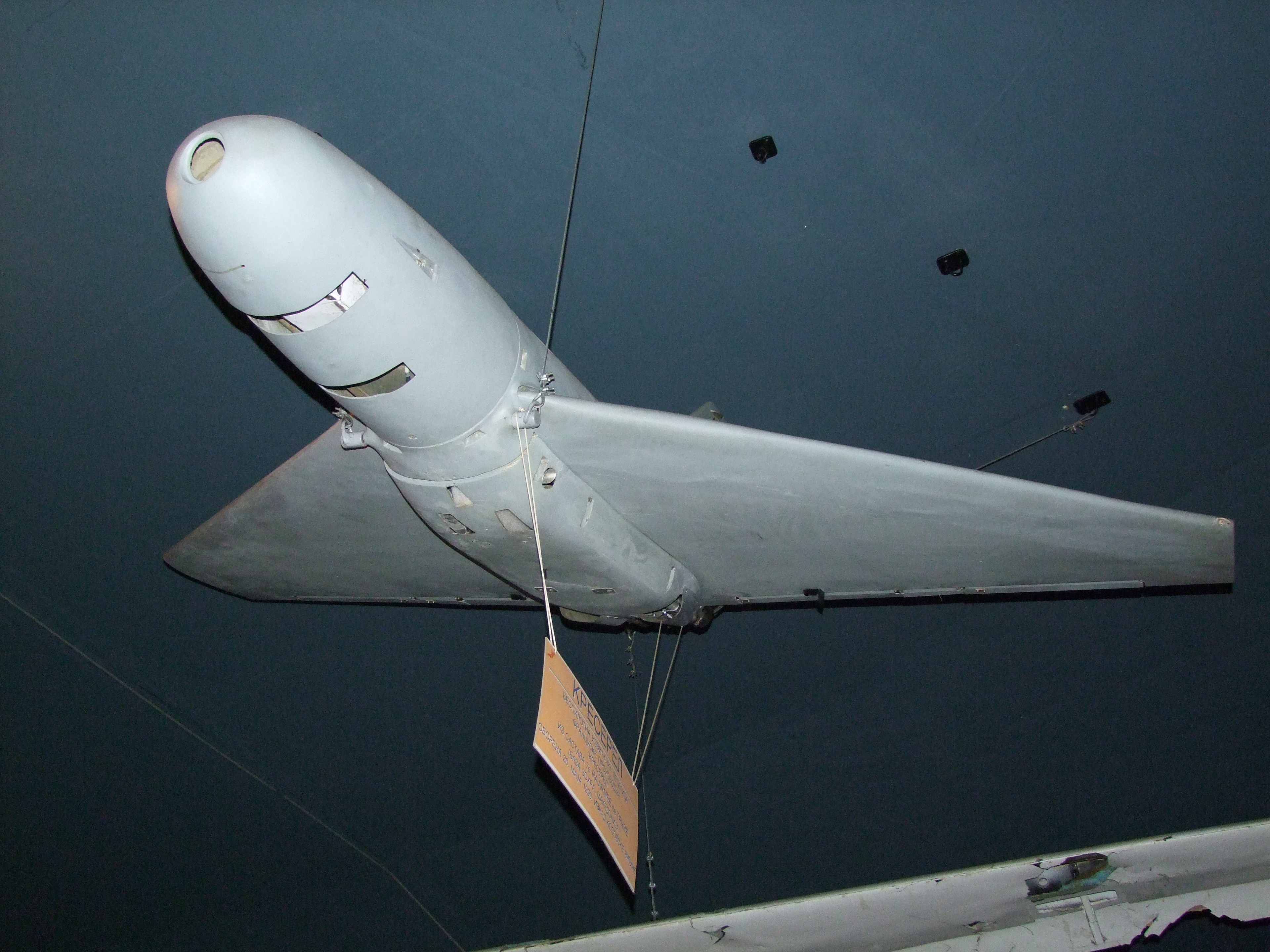
Drone Crécerelle

## Successions
Au sein du groupe Safran, deux nouvelles sociétés reprennent les activités de l’ancienne Sagem : Sagem Défense Sécurité et Sagem Télécommunications. Cette dernière est elle-même scindée en deux sociétés qui furent vendues par la suite; ainsi Sagem Communications (aujourd’hui Sagemcom) est cédée à The Gores Group en 2007 et l’année suivante Sagem Mobiles est cédée à Sofinnova Partners, et après plusieurs restructurations, cette entreprise se nomme aujourd’hui Mobiwire.
En décembre 2005, l'activité câble est détachée de Sagem Communications pour être cédée au groupe américain General Cable.
En 2010, Aximum absorbe la division signalisation routière de Sagem Communications.
Les activités civiles de Sagem Défense Sécurité en sont détachées en 2007 pour constituer la société Sagem Sécurité renommée « Morpho » en 2009.
En 2007, l'entreprise Sagem Sécurité cède à Ingenico sa branche terminaux de paiement.
Morpho est vendue en 2016 à Advent International, propriétaire d’Oberthur Technologies.
Sagem Défense Sécurité prend le nom Safran Electronics & Defense en 2016.